# ファンタジックフィーバー3
『Fantasic Fever3 Twinkle Fairytale』（ファンタジックフィーバー3・トゥインクルフェアリーテイル）とは2008年にコナミにより発売され、稼働を開始したメダルゲーム。

## 概要
8ステーション（最大16人同時プレイ）の大型マスメダルプッシャーゲームである。
今作より「e-AMUSEMENT」対応になり、様々なBGM・リーチアクションが月毎に配信された。
このゲームは『ジャックと豆の木』や『長靴をはいた猫』、『三匹の子豚』等の童話をモチーフにしたキャラクターが登場する。
奇数ステーションと偶数ステーションではスロットの絵柄などが異なる。
「e-AMUSEMENT PASS」は3代目まで使用可能。2018年10月サービス開始の「Amusement IC」（4代目e-AMUSEMENT PASS、Amusement IC対応のAime並びにバナパスポート）は使用できない。

## 基本的な遊び方
シューター（投入口）にメダルを入れて（シューターは上段と下段に分かれている）メダルを落とし、「Slot Start」の回っているチャッカーに通す。2枚以上チャッカーにメダルが入った場合はストックされる。スロットストックは最大8枚まで。
各当たり目は以下の通り。括弧内はREDステーションの図柄で描かれているキャラクター。
2(赤ずきん)・4(人魚姫)・6(妖精)
メダル払い出し。過去作とは異なり、確変時に揃った場合は確変継続となる。
数字のみのBLUEステーションの場合は青色だが、キャラクター付きであるREDステーションのものはピンク色。
1(猫剣士)・3(オオカミ)・5(デビル)
チャンスバトルに突入し、デビルに勝てば確変突入。このバトルはファンタジックチャンスにも影響を与え、バトルに5回勝つと通常よりもボールが多いスペシャルファンタジックチャンスへの挑戦権を得る事になる。
確変時のスロットにも変更がある。横スクロール5ライン型の配列となり、ダブル当たりがなくなった。この間にこれらの図柄が揃った際もバトルが発生し、敗北すると確変終了となる。それに伴い、確変時は再抽選が発生しなくなる。
数字の色は赤色で、金色のBATTLEの文字が付いている。
7(主人公)
Direct Jackpot Chance獲得。1・2にあった抽選終了後の確変突入は今作ではない。
数字の色は2と同じく緑色。
F(ドラゴン)
直接ファンタジックチャンスに進む。2にあった抽選終了後の確変は、1と同じく無くなった。
文字色は黄色〜ピンク色で、金色のchanceの文字が付属。
BALL(三匹の小豚)
チャンスボールが1つフィールドに払い出される。チャンスボールをフィールドから3つ落とすと下記のファンタジックチャンスに進む（バトルで5回以上勝利している上でのファンタジックチャンスだと普段よりもボールが多いSpecial Fantasic Chanceへと突入する）。
1つ目と2つ目のチャンスボールが落下した際は、「Ball Win」としてメダル5・10・20枚・Fantasic Chance・(Direct)Jackpot Chanceを抽選するスロットが出現し当たった効果が自分のものとなる。メダル5枚役が止まった時のみ再抽選になる場合があり、その場合は高確率でダイレクト役が当たる。
なお、本作では7とFの間にのみ設置されており、色の区別はない。

## Fantasic Chance（ファンタジックチャンス）
チャンスボールを3つ落とすか「F-chance 3つ揃い」に当選したときに発動する。
10個のチャンスボールが中央の抽選台に放出され、赤ランプのついたポケットに5つ全て入るとRED JACKPOT CHANCE獲得、青ランプのついたポケットに5つ全て入るとBLUE JACKPOT CHANCE獲得、全てのポケットに入るとHAPPY JACKPOT CHANCE獲得、どちらの色も1つでも点灯していたら消したポケット×10枚を払い出す。
また1、3、5が揃った時のバトルにて5回バトルに勝っている場合は通常よりもボールが3つ多いSpecial Fantasic Chanceとなる(カラーポケットの配置も通常版は赤青交互だが、スペシャルファンタジックチャンスではJPCでのJPポケットを中央に赤青ともに5つずつ連続で並んでいる。)。Special Fantastic Chanceの挑戦権を持っている場合は右下に次回Special Fantastic Chanceに挑戦できる表示がされる。複数回ストックしている場合は、残り回数も表示される。
Fantasic Chance終了後は、チャンスボールが1個フィールドに払いだされる。
Fantastic Chance及びDirect Jackpot Chanceの順番待ちになった場合は、過去作では順番が来るまで通常ゲームはストップしていたが、本作では順番待ちの間も通常ゲームをプレイできるようになった。順番待ちの残り人数は、右下に表示される。但し、ball step bonusは自分のセンター抽選が終了するまで発生しない。尚、Special Fantastic Chanceもストックしている場合は、センター抽選の順番待ちの残り人数とSpecial Fantastic Chanceの残り回数が右下に交互に表示される。
指定された箇所に1つもボールが入らなかった場合のシークレットボーナス、Fantasic Win 300が今作ではなくなった。

## Jackpot Chance（ジャックポットチャンス）
今作からジャックポットが「RED JACKPOT」と「BLUE JACKPOT」の2種類になった。緑ポケットに入ると100枚、紫ポケットに入ると200枚、赤ポケットに入るとRED JACKPOT、青ポケットに入るとBLUE JACKPOTを獲得する。片方のジャックポットが発生し、払い出されてプログレッシブがリセットされても、もう一方のジャックポットはリセットされない（工場出荷時設定の初期値はRED が1000枚、BLUEが500枚。最大は共に5000枚。）。

### RED JACKPOT Chance
Fantasic Chance･Special Fantasic Chanceにて赤ポケットに全てボールが入ると突入。ポケットは緑が5つ、紫が4つ、赤 が1つ。（「RED JACKPOT」はメダル投入で増加。（デフォルトでは1枚につき0.03増える）)

### BLUE JACKPOT Chance
Fantasic Chance･Special Fantasic Chanceにて青ポケットに全てボールが入ると突入。ポケットは緑が5つ、紫が4つ、青が1つ。BLUE JACKPOTはFantasic Chanceでのボール入賞毎に増加（赤ポケットは少なく、青ポケットは多く）。

### HAPPY JACKPOT  Chance（ハッピー・ジャックポットチャンス）
「Fantasic Chance」か「Special Fantasic Chance」で点灯している赤・青全てのポケット（10箇所）をチャンスボールで消すことが出来ると「Happy Jackpot Chance」へ進む。 「RED JACKPOT」と「BLUE JACKPOT」両方の入賞ポケットがそれぞれの元のJPポケットを中央に3箇所ずつ点灯し、ジャックポット獲得確率が通常時の6倍に上昇する。なお、はずれポケットは200枚のみとなる（確率4/10）。

### Direct Jackpot Chance（ダイレクト・ジャックポットチャンス）
スロットで「777」を揃えるかチャンスボールを落とした時（2個目まで）のボールステップボーナスで引き当てるとDirect Jackpot Chanceへ進む。RED JACKPOTとBLUE JACKPOT両方の入賞ポケットが1箇所ずつ点灯し、ジャックポット獲得確率が通常時より若干上昇する。はずれポケットは緑が4つ、紫が4つ（それぞれのJP隣のポケットが100で、200はHappyJPCと同じ配置）。この抽選のBGMは『グラディウス2・GOFERの野望』のファイナルボス（6アームロボット）のアレンジバージョンが、更に抽選中は同社シューティングゲーム『Twin Bee』より、パワーアップ後のBGMがそれぞれ使われている。 なお、この2曲は「RED JP」&「BLUE JP」数値 2'000枚超時にも適用される。

## e-AMUSEMENTとの連携
コナミのオンラインサービス「e-AMUSEMENT」に接続すると、以下のコンテンツが利用可能である。
- プレイBGMの新曲配信、季節ごとにBGMが変化。 更にリーチアクションの追加更新もある。